# گوشه‌گیر نوک‌پهن
گوشه‌گیر نوک‌پهن (نام علمی: Anopetia gounellei) نام یک گونه از تیره مگس‌مرغ است.